# Miś (typ jachtu)
Miś – popularny jacht żaglowy przeznaczony do budowy amatorskiej według projektu Zbigniewa Milewskiego. Konstrukcja w 1970 r. zwyciężyła w ogłoszonym przez redakcję Żagli, konkursie "Jacht moich marzeń". W 1976 plany opublikowano w książce Z. Milewskiego, Budowa popularnego jachtu żeglowego typu Miś (WM, Gdańsk).

## Dodatkowe informacje techniczne
- Szerokość wodnicy konstrukcyjnej BKLW - 1,80 m

- Zanurzenie z podniesionym mieczem TKLW - 0,33 m
- Zanurzenie z opuszczonym mieczem Tm - 0,88 m
- Zanurzenie z balastem płetwowym TK - 0,80 m
- Wolna burta na dziobie Fd - 0,68 m
- Wolna burta na śródokręciu Fb - 0,62 m
- Wolna burta na rufie Fr - 0,57 m
- Wysokość pomieszczeń (maks.) h - 1,25 m